# NRWision
NRWision ist ein nicht-kommerzielles Medienportal, auf dem Bürger ihre selbst produzierten Video- und Audio-Produktionen veröffentlichen können. Zu den Angeboten gehören vor allem eine Online-Mediathek sowie ein landesweiter TV-Lernsender. Das Medienprojekt NRWision wird von der Landesanstalt für Medien Nordrhein-Westfalen gefördert. Die Verantwortung liegt beim Institut für Journalistik der TU Dortmund, das das Projekt entwickelt und betreibt.
Leiter ist der Fernsehmoderator und Journalistik-Professor Michael Steinbrecher. Die Programmredaktion übernehmen Studierende der Journalistik an der TU Dortmund. Sie sichten sämtliche Formate nach rechtlichen, journalistischen und technischen Kriterien, stellen das Programm zu einem Sendeablauf zusammen, verfassen Begleittexte und Metadaten zu allen Sendungen und geben allen Produzenten eine persönliche Rückmeldung mit inhaltlichen und technischen Verbesserungsvorschlägen.

## Entwicklung
- 2009 wurde zunächst der TV-Lernsender.NRW ins Leben gerufen – als mögliches Nachfolge-Modell der Offenen Kanäle in Nordrhein-Westfalen und zunächst als dreijähriges Pilotprojekt.[3]
- Ab dem 1. Juli 2009 war das Fernsehprogramm als Testbetrieb im digitalen Kabelnetz von Unitymedia (später Vodafone) zu empfangen. Heute sendet NRWision in Nordrhein-Westfalen auf Kanal 84 unverschlüsselt und ohne Zusatzkosten mit einer potentiellen Reichweite von rund 4 Millionen Haushalten.
- Seit April 2010 bietet der TV-Lernsender zusätzlich einen Livestream auf der eigenen Internetseite an.[4]
- Seit Oktober 2010 wird der TV-Lernsender unter dem Namen NRWision verbreitet. Zuschauer und Produzenten haben den neuen Sendernamen in einer landesweiten Abstimmung ausgewählt. Die drei Vorschläge, die zur Wahl standen („calido“, „nrwision“ und „omnis.tv“), wurden aus mehr als einhundert Zuschauer-Vorschlägen ausgewählt. nrwision hat das Voting mit rund 53 Prozent aller Stimmen gewonnen.[5]
- Seit dem 1. Januar 2012 sendet NRWision im Regelbetrieb. Das hat die Medienkommission der Landesanstalt für Medien Nordrhein-Westfalen am 16. September 2011 in Düsseldorf beschlossen.[6]
- Seit Januar 2012 stehen alle Beiträge aus dem TV-Programm in einer vollständigen Mediathek zum Abruf bereit. Die Mediathek entstand als zusätzliches Angebot über die eigentlichen Förderung als Fernsehsender hinaus.
- Seit September 2012 ist NRWision auch bei den Kabelnetzbetreibern NetCologne und NetAachen zu empfangen.
- Ab September 2014 wurden alle aktuellen Sendungen in der TV-Mediathek bei Telekom Entertain angeboten.
- 2015 bot NRWision eigens entwickelte Mediathek-Apps für Kodi sowie Amazon Fire TV an.
- 2016 konnten alle Beiträge in der multithek abgerufen werden, einem HbbTV-Angebot via DVB-T.
- Ab 2016 entwickelte die TU Dortmund im Auftrag der Landesanstalt für Medien Nordrhein-Westfalen eine Mediathek für Audio- und Video-Produktionen. Die Bürgermedienplattform NRW sollte Sendungen und Beiträge aus dem TV-Lernsender, dem Bürgerfunk sowie den NRW-Campusradios auf einer gemeinschaftlichen Internetseite auffindbar machen. Im Testbetrieb konnten sich Bürger in NRW kontinuierlich an der Entwicklung und Gestaltung der neuen Plattform beteiligen.[7]
- Seit April 2017 – nach dem erfolgreichen Testbetrieb – trägt die Bürgermedienplattform NRW ebenfalls den Markennamen NRWision.
- Seit 2017 ist das lineare TV-Programm von NRWision via Zattoo zu empfangen.
- Im April 2018 ersetzt die neue Mediathek die bisherige Website des TV-Lernsenders. Ein neues gemeinschaftliches Logo verbindet die Plattformen.
- Seit 2019 ist das lineare TV-Programm von NRWision bei MagentaTV zu empfangen.[8]
- Seit 2020 sind beide Projekte – TV-Lernsender und Bürgermedienplattform NRW – in einem gemeinsamen Antrag zusammengeführt. Die Förderung als Projekt der Landesanstalt für Medien Nordrhein-Westfalen ist aktuell bis Ende 2022 gesichert.[9]

## Senderlogos

Logo von 1. November 2010 bis 15. Januar 2018
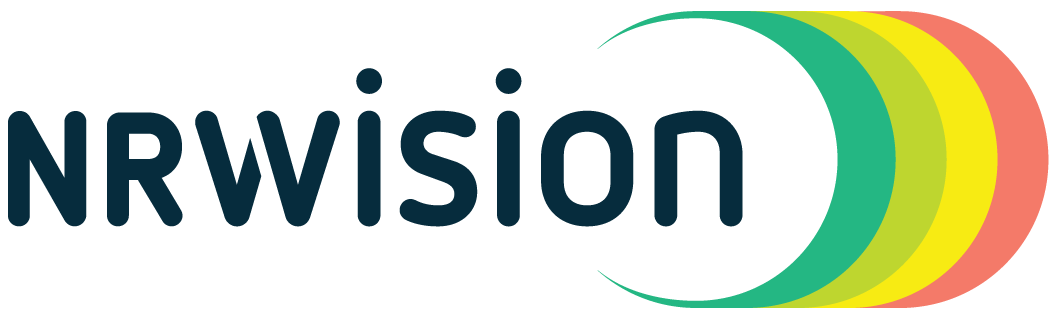
Logo vom 15. Januar 2018 – 22. August 2023
Logo seit 23. August 2023